# 熱思考 -She became cold-
「熱思考 -She became cold-」（ねっしこう シー・ビケイム・コールド）は、1981年8月1日にリリースされた原田真二&クライシスの曲で原田真二 通算12作目のシングル。

## 解説
- アルバム『ENTRANCヨ』の先行シングルとして発売された。
- アルバムには英語バージョンが収録された。

## 収録曲
両曲　作詞・作曲・編曲：原田真二

### SIDE A
熱思考 -She became cold-　（3分54秒）

### SIDE B
ユア・ステップ　Your Step　（4分56秒）

## ミュージシャン
詳細不明

## 関連収録作品
- 2006年 GOLDEN☆BEST 原田真二&クライシス LIFE〜ポリドール・イヤーズ 1980-1981
- 2007年 原田真二&クライシス ポリドール・イヤーズ完全盤